# 9. februar
9. februar er dag 40 i året, i den gregorianske kalender. Der er 325 dage tilbage af året (326 i skudår).

### Begivenheder
Født - Dødsfald
- 1920 - Norge tilkendes retten over øgruppen Spitzbergen, som i 1925 får sit gamle navn Svalbard tilbage.
- 1931 - Tuborgfondet grundlægges på 40 års dagen for etableringen af De forenede Bryggerier.
- 1934 - Jugoslavien, Rumænien, Grækenland og Tyrkiet danner Balkan-ententen som forsvar mod Bulgarien i de ofte forekommende grænsestridigheder i perioden.
- 1943 - Arbejdstiden i våbenindustrien i USA sættes til minimum 48 timer om ugen.
- 1947 - Ved valg til sovjetterne i Sovjetunionen opnår Stalin næsten 100% af stemmerne i sin valgkreds i Moskva. Der er ikke opstillet andre kandidater.
- 1962 - Jamaica bliver en selvstændig stat indenfor det britiske Commonwealth.
- 1964 - - The Beatles optræder for første gang på amerikansk TV, da gruppen deltager i det amerikanske TV-program The Ed Sullivan Show. Gruppens optræden ses af mere end 73 millioner seere og slår alle hidtidige seerrekorder.
- 1991 - Vælgerne i Litauen stemmer med omkring 90% flertal for landets uafhængighed fra Sovjetunionen.
- 1994 - De bosniske serbere indvilger i våbenhvile.
- 1998 - Georgiens præsident, Eduard Sjevardnadse, overlever et attentatforsøg i Tbilisi.

### Født
- 1595 - Hedwig af Braunschweig-Wolfenbüttel, hertuginde af Pommern (død 1650).
- 1854 - Aletta Jacobs, jødisk-hollandsk læge og aktivist (død 1929).
- 1885 - Alban Berg, østrigsk komponist (død 1935).
- 1890 - Carl Trier Aagaard, dansk maler (død 1961).
- 1902 - Henrik Hansen Laub, dansk tegner (død 1980).
- 1913 - Svend Pedersen, dansk programchef DR (død 1967).
- 1922 - Kathryn Grayson, amerikansk skuespillerinde (død 2010).
- 1927 - Henrik Wiehe, dansk skuespiller (død 1987).
- 1931 - Kai Løvring, dansk skuespiller (død 2002).
- 1937 - Hildegard Behrens, tysk operasanger (død 2009).
- 1940 - Lene Vasegaard, dansk skuespiller.
- 1940   - J.M. Coetzee, sydafrikansk forfatter og modtager af Nobelprisen i litteratur.
- 1942 - Kirsten Thorup, dansk forfatter.
- 1942   - Carole King, amerikansk sanger og sangskriver.
- 1943 - Joe Pesci, amerikansk filmskuespiller.
- 1943 – Joseph Stiglitz, amerikansk økonom.
- 1945 - Lars P. Gammelgaard, dansk politiker og minister (død 1994).
- 1945   - Mia Farrow, amerikansk skuespiller.
- 1946 - Svenning Dalgaard, dansk journalist.
- 1951 - Kim Daugaard, dansk musiker i Shu-bi-dua.
- 1954 - Gina Rinehart, bestyrelsesformand i Hancock Prospecting.
- 1957 - Gordon Strachan, skotsk fodboldspiller og -træner.
- 1966 - Ole Kibsgaard, dansk musiker i Shubidua.
- 1975 - Kurt-Asle Arvesen, norsk cykelrytter
- 1977 - Gerard Way, amerikansk sanger i alternativ rockbandet My Chemical Romance.
- 1979 - Zhang Ziyi, kinesisk skuespiller.
- 1981 - Kristian Pless, dansk tennisspiller.
- 1989 - Kristian Frost, dansk squashspiller.
- 1993 - Malin Holta,  norsk håndboldspiller.

### Dødsfald
- 1670 - Frederik 3., dansk konge (født 1609).
- 1831 - Ernst Schimmelmann, dansk minister (født 1747).
- 1873 - Hother Hage, dansk politiker og jurist (født 1816).
- 1881 - Fjodor Dostojevskij, russisk forfatter (født 1821).
- 1949 - Poul Schierbeck, dansk komponist (født 1888).
- 1961 – Johannes Tidemand-Dal, dansk arkitekt (født 1882).
- 1967 - C.O. Bøggild-Andersen, dansk historiker (født 1898).
- 1970 - Sven Brasch, dansk (plakat)tegner (født 1886).
- 1981 - Bill Haley, amerikansk rock-pioner (født 1925).
- 1981   - Aase Hansen, dansk forfatter (født 1893).
- 1981   - A.H. Vedel, dansk viceadmiral (født 1894).
- 1984 - Jurij Andropov, sovjetisk leder (født 1914).
- 1993 - Henrik Bjelke, dansk forfatter (født 1937).
- 2001 - Herbert Simon, amerikansk politolog og økonom (født 1916).
- 2001 - Gunnar Seidenfaden, dansk diplomat og botaniker (født 1908).
- 2014 - Gabriel Axel, dansk filminstruktør (født 1918).

|  | Denne datoartikel kan blive bedre, hvis der indsættes et (bedre) billede Du kan hjælpe ved at afsøge Wikimedia Commons for et passende billede eller uploade et godt billede til Wikimedia Commons iht. de tilladte licenser og indsætte det i artiklen. |